# Бум у місті
Бум у місті (англ. Boom Town) —одинадцятий епізод першого сезону поновленого британського телесеріалу «Доктор Хто». Уперше епізод транслювався телеканалом BBC One 4 червня 2005 року та був переглянутий 7,68 мільйонами глядачів у Великій Британії.

## Сюжет

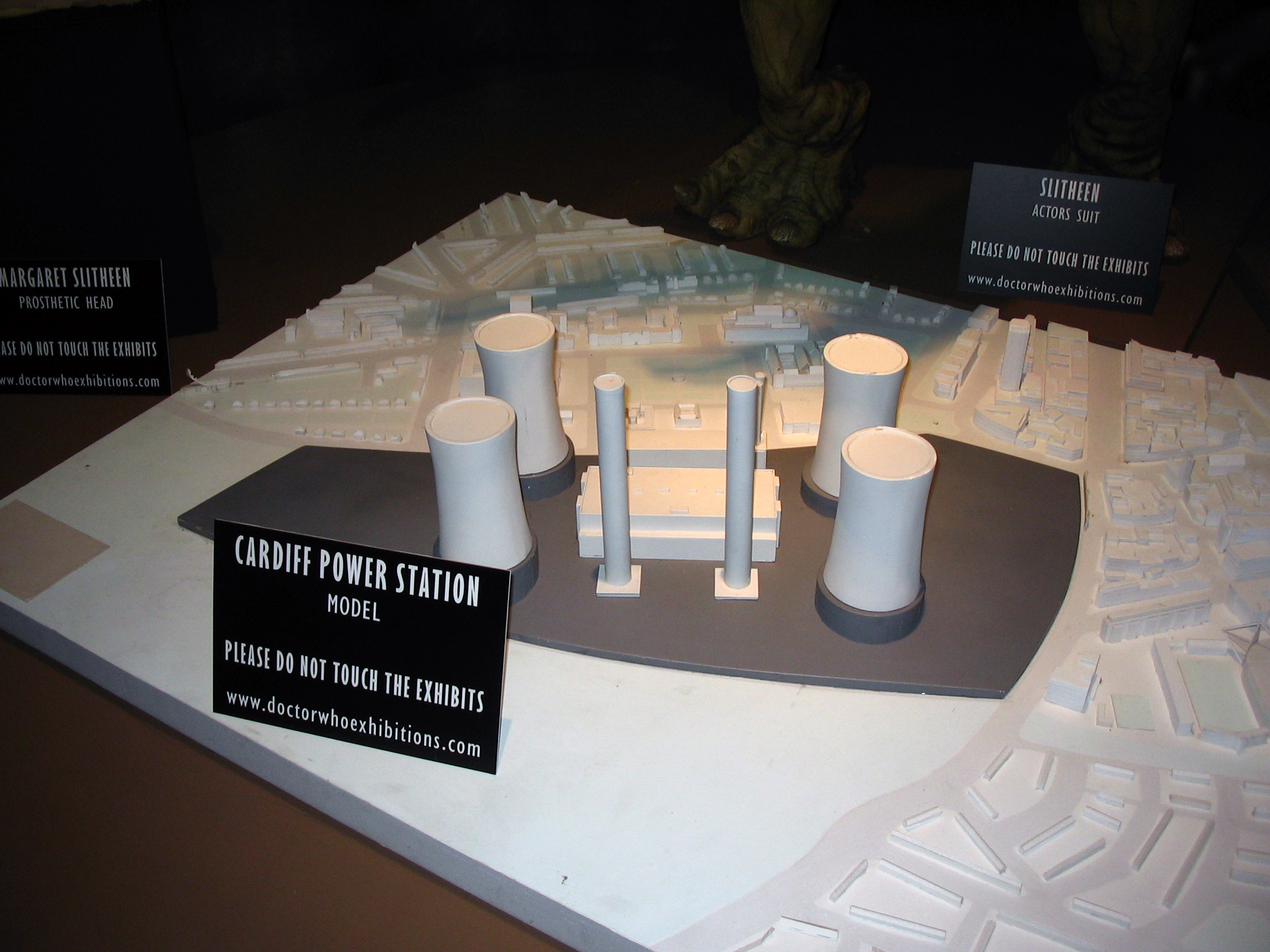
Проєкт атомної електростанції у центрі Кардіффа на виставці Doctor Who Experience

В мерії Кардіффа вчений Клівер висловлює своє занепокоєння міському голові Маргарет Блейн щодо проєкту нової атомної електростанції в місті та повідомляє про його небезпеку. Блейн запитує його, чи розповів він ще кому-небудь про свої висновки. Він відповідає, що цього не зробив, за що мер його вітає. Коли вчений висловлює своє полегшення, що Блейн закриє проєкт, вона знімає свою людську шкіру та вбиває вченого.
Дев'ятий Доктор разом з Роуз та Джеком Харкнессом на TARDIS приземляються у початок 21 століття на розломі Кардіффа, що розташований на площі Роальда Дала, для того, щоб використати повільний витік енергії для заряджання TARDIS. Оскільки процес займе цілий день, до них приєднується Міккі Сміт. Поки Роуз, Джек та Міккі насолоджуються їжею в ресторані, Доктор помічає на першій сторінці Western Mail заголовок «Новий мер, новий Кардіфф» з зображенням Маргарет Блейн — слівіна зі справжнім ім'ям Блон Фел-Фотч Пасемір-Дей Слівін (англ. Blon Fel-Fotch Pasameer-Day Slitheen), з якою вони стикалися в епізодах Прибульці у Лондоні та Третя світова війна. З часу їх зустрічі Блон стала мером Кардіффа та ініціювала будівництво атомної електростанції. Однак кілька людей знайшли значні недоліки в дизайні, які могли призвести до аварії, і звернулися до неї з приводу цих проблем, зникши після цього: Блон вбивала їх для неперешкоджання виконанню свого плану. Під час прес-конференції молода репортерка на ім’я Кеті Солт звертається до Блон про інформацію щодо цих смертей та інформацію, яку вони залишили після себе. Блон запрошує її на приватну розмову та вони йдуть разом до туалету. Блон виходить зі свого шкіряного костюма та планує її вбити, але утримується, коли Кеті розповідає про свою сім'ю та ненароджену дитину.
Усвідомлюючи необхідність зупинити Блон, Доктор, Роуз, Міккі та Джек Харкнесс збираються біля мерії міста та зрештою ловлять Блон після багаторазового використання нею телепортаційного пристрою. Блон розповідає, що вона використовувала даний пристрій для того, щоби втекти від знищення сім'ї слівінів, та сподівається, що аварія на побудованій ядерній електростанції спричинить відкриття розлому, що знищить планету, тим часом як вона використає трибофізичний хвильовий макрокінетичний екстраполятор та покине Сонячну систему. Доктор запевняє Блон, що він поверне її на рідну планету Раксакорікофаллапаторіус (англ. Raxacoricofallapatorius), але вона зауважує, що сім'я Слівінів визнається на ній злочинцями, а сама вона буде страчена. Джек забирає екстраполятор для установки на TARDIS, що дозволить удвічі скоротити час на заряджання. Роуз та Міккі йдуть до ресторану, щоби обговорити свої стосунки: Міккі повідомляє про іншу дівчину, з якою він перебуває у стосунках під час відсутності Роуз.
На вимогу Блон вона разом з Доктором йде на останню вечерю в її улюблений ресторан, одягнувши на себе браслет, що захищає від втечі. Блон намагається різноманітними способами вбити Доктора під час вечері, що їх не вдається. Також вона намагається завоювати симпатію Доктора, згадуючи своє дитинство та утримання від убивства Кеті. Також вона просить Доктора відправити її на іншу планету, на що Доктор не встигає відповісти через сильний землетрус.
Група з Доктора, Роуз, Джека та Блон збирається в TARDIS, з якого в небо підноситься стовп світла. Вони виявляють, що це була пастка Блон, в якій вона мала на меті переправити енергію з розлому на екстраполятор та покинути Землю. Блон захоплює Роуз та вимагає екстраполятор, шантажуючи убивством Роуз. До того, як вона встигає використати екстраполятор, під панеллю управління відкривається серце TARDIS, у яке Блон дивиться. Блон повертається до стану яйця, її людський костюм падає на землю. Доктор закриває панель та розлом. Доктор припускає, що TARDIS має телепатичні здібності та прочитав у думках бажання Блон отримати другий шанс, яке виконав. Коли Доктор, Роуз та Джек збираються повернути яйце на рідну планету, Роуз усвідомлює, що Міккі з ними не присутній.

## Знімання епізоду
Значна частина епізоду була знята в затоці Кардіффа, з однією сценою, зокрема, перед Мілленіум-центром, в лютому 2005 року. Доктор бачить валлійську газету Western Mail: Девіс заявив, що хотів включити валлійську культуру, оскільки серія зроблена в Уельсі і містить багато акторів-валлійців. Він також хотів показати, наскільки красивою може бути ця місцевість. Нічні зйомки Роуз та Міккі перед водонапірною вежею на площі Роалда Даля довелося проводити дві ночі, оскільки температура була нижче критичної, при якій фонтан автоматично вимикається. Сцена обіду між Доктором та Маргарет була знята в січні 2005 року в ресторані Кардіфф Бістро 10, перш ніж була знята решта епізоду: Екклестон знімав дану сцену, поки Пайпер і Барроуман знімали сцени для «Порожньої дитини». Частина розкладу була також переставлена через смерть дядька Пайпера, в результаті чого її та Екклестона замінили дублерами під час деяких сцен наприкінці епізоду. Яйце, на яке перетворюється Маргарет, було повторно використаним реквізитом з другого епізоду «Кінець світу».

## Трансляція епізоду та відгуки
Епізод «Бум у місті» уперше транслювався у Великій Британії 4 червня 2005 року телеканалом BBC One. Епізод отримав нічний рейтинг 7,13 мільйонів глядачів з часткою аудиторії 36,95%. При обчисленні остаточних рейтингів, кількість глядачів виросла до 7,68 мільйонів.
Арнольд Т. Блумбург в журналі «Now Playing» назав оцінку B+ епізоду, пишучи, що серіч «жертвує невеликою часткою сюжету та логіки» для того, щоби краще розкрити персонажів та сюжетні лінії.